# 許子偉
許子偉（1555年—1613年），字雲程，號甸南，廣東瓊州府瓊山縣福德里人，民籍，明朝政治人物。

## 生平
萬曆十年（1582年）壬午科廣東鄉試三十八名舉人，萬曆十四年（1586年）丙戌科會試二百五十二名，登三甲第一百三十七名進士。工部观政，授行人，十九年八月授兵科给事中，二十年四月升吏科右，六月升本科左，二十一年养病。二十七年起補户科左给事中，本年巡视光禄寺，二十八年管太仓银库，二十九年署吏科事，以弹劾鸿胪寺卿张栋等含糊不明，促令回话，子伟寻上疏认罪，镌一秩谪边方用，贬铜仁府經歷。萬曆四十一年癸丑卒，享年五十九。

## 家族
曾祖許秀；祖父許富；父許可立，曾任庠生。母任氏。慈侍下。兄子忠（庠生）、子孝。弟子傑、子儒、子俊、子储、子傳。